# Like a Hurricane (C. C. Catch)
Like a Hurricane è il terzo album in studio della cantante tedesca C. C. Catch, pubblicato nel 1987.

## Tracce
1. Good Guys Only Win in Movies – 5:45
2. Like a Hurricane – 3:16
3. Smoky Joe's Café – 3:44
4. Are You Man Enough – 3:39
5. Don't Be a Hero – 3:35
6. Soul Survivor – 5:12
7. Midnight Gambler – 4:29
8. Don't Wait Too Long – 3:25
9. Dancing in Shadows – 3:36